# Sacrifice (album, Saxon)
Sacrifice je dvacáté studiové album britské heavymetalové skupiny Saxon. Jeho nahrávání probíhalo ve studiu LS Studios v Yorkshire. Producenty jsou Biff Byford a Andy Sneap a album vyšlo 1. března 2013 v Evropě, 4. března ve Spojeném království a 26. března ve Spojených státech amerických.

## Seznam skladeb
| Pořadí | Název                 | Délka |
| ------ | --------------------- | ----- |
| 1.     | Procession            | 1:47  |
| 2.     | Sacrifice             | 3:58  |
| 3.     | Made in Belfast       | 4:35  |
| 4.     | Warriors of the Road  | 3:32  |
| 5.     | Guardians of the Tomb | 4:49  |
| 6.     | Stand up and Fight    | 4:03  |
| 7.     | Walking the Steel     | 4:24  |
| 8.     | Night of the Wolf     | 4:20  |
| 9.     | Wheels of Terror      | 4:22  |
| 10.    | Standing in a Queue   | 3:38  |

## Obsazení
- Biff Byford – zpěv
- Paul Quinn – kytara
- Doug Scarratt – kytara
- Nibbs Carter – baskytara
- Nigel Glockler – bicí